# That's All
That's All is een nummer van de Britse band Genesis uit 1983. Het is de tweede single van hun titelloze twaalfde studioalbum.
Volgens de bandleden van Genesis werd het nummer geschreven met de intentie dat het een luchtig melodieus Beatles-achtig nummer zou worden. Drummer Phil Collins voegde daar later met een knipoog aan toe: "Ik heb geprobeerd te drummen als Ringo Starr op dit nummer". Het nummer werd een aantal landen een hit. In het Verenigd Koninkrijk werd een 16e positie behaald. In Nederland haalde het de 10e positie in de Tipparade; toch werd het er wel een radiohit.